# Гистро
Гистро је први албум групе Ред Змаја који је изашао 1998. године. И

### Списак нумера
Албум садржи следећих 26 песама:
1. Интро - (01:27)
2. Акција - (04:18)
3. Црна овца - (03:38)
4. Трак 04 - (03:38)
5. Дехкотзар - (03:22)
6. Ако умрам ил загинам - (01:39)
7. Трак 07 - (02:55)
8. Црна овца2 - (02:55)
9. Бизнисмен2 - (03:36)
10. Трак 10 - (01:09)
11. Сторија - (03:44)
12. Трак 12 - (02:02)
13. За џабе те школујем (оригинал) - (02:36)
14. Трак 14 - (02:54)
15. Трак 15 - (01:30)
16. Трак 16 - (03:20)
17. Трак 17 - (03:20)
18. Трак 18 - (03:11)
19. Трак 19 - (01:56)
20. Трак 20 - (00:39)
21. Трак 21 - (02:08)
22. Трак 22 - (01:32)
23. Таксирање ментал - (02:04)
24. Трак 24 - (03:40)
25. Микс - (08:14)
26. Трак 26 - (02:25)